# Kasaoka
Kasaoka (jap. 笠岡市, -shi) ist eine Stadt in der japanischen Präfektur Okayama.

## Geographie
Kasaoka liegt östlich von Fukuyama und westlich von Okayama an der Seto-Inlandsee.

## Geschichte
Die Stadt Kasaoka wurde am 1. April 1952 gegründet.

## Verkehr
Kasaoka ist an die Sanyō-Autobahn und an die Nationalstraße 2 nach Osaka und Kitakyūshū angeschlossen. Mit dem Zug kann man mit der JR West San’yō-Hauptlinie nach Kōbe und Kitakyūshū.

## Angrenzende Städte und Gemeinden
Kasaoka grenzt an Ibara, Asakuchi und Fukuyama.

## Städtepartnerschaften
- Ōda, Japan, seit 1990
- Mörbylånga, Schweden, seit 1999
- Kota Bharu, Malaysia, seit 1999

## Persönlichkeiten
- Yoshitaku Nagasako (* 1993), Radrennfahrer